# Classe puzzle
Pour les articles homonymes, voir Jigsaw.
 (mars 2013).
La classe puzzle,,, technique jigsaw ou encore « apprentissage coopératif avec décloisonnement en équipes d'experts » est une technique d’enseignement inventée en 1971 par le psychologue social américain Elliot Aronson. Elle utilise une stratégie d’apprentissage coopératif destinée à l’enseignement primaire et secondaire. Celle-ci encourage fortement les élèves à l’écoute, à l’engagement, à l’interaction, au partage et donc, confère à chacun un rôle essentiel à jouer dans l’activité académique. Les « jigsaw classroom » ont également pour avantage considérable la réduction de l’hostilité et des préjugés interethniques.

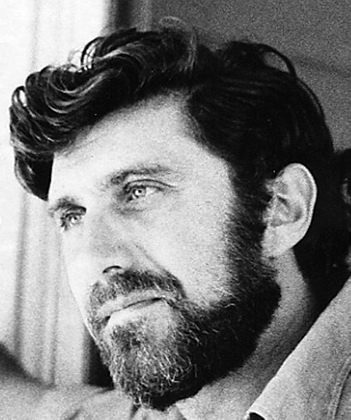
Elliot Aronson photographié en 1972 par son épouse Vera.

## Contexte d’émergence
En 1954, une avancée majeure a été faite pour la diminution des préjugés aux États-Unis, lorsque la Cour suprême des États-Unis rendit illégale la ségrégation raciale en milieu scolaire. À ce moment, la plupart des psychologues sociaux pensaient que lorsque les enfants venant de groupes ethniques différents seraient amenés à partager la même classe, les stéréotypes négatifs seraient réduits au fil du temps. 
À la suite du procès Brown au cours duquel fut abolie la ségrégation raciale, trois hypothèses claires furent émises : d'abord, la déségrégation devrait réduire les préjugés ; ensuite, elle devrait augmenter l'estime de soi des enfants appartenant aux minorités ethniques, et enfin donner lieu à une amélioration des résultats scolaires de ces derniers. 
Les effets constatés furent tout autres : les minorités avaient plutôt tendance à se regrouper entre elles. Gordon Allport explique ces résultats inattendus par le non-respect de certaines conditions : 
- Autorité : une étude de T. F. Pettigrew (1961) démontre que la déségrégation se fait plus en douceur et avec moins de violences dans les écoles où l'autorité promeut ouvertement l'intégration des groupes ethniques minoritaires.

- Statut égal : lorsque certains enseignants ont des préjugés envers les enfants appartenant aux minorités ethniques, ils peuvent les traiter de manière injuste, et ainsi diminuer la perception qu'a le groupe majoritaire du statut du groupe minoritaire. D'autre part, certains de ces enfants minoritaires ont reçu une moins bonne éducation que les autres, due à la ségrégation, ou encore parce que leur langue maternelle n'est pas l'anglais. Ces élèves réalisent donc de moins bonnes performances que les enfants du groupe majoritaire, ce qui contribue également à donner une mauvaise image de leur groupe ethnique et donc à renforcer les préjugés. Il est dès lors très difficile d'obtenir des groupes qui se perçoivent comme ayant un statut égal.

- Poursuite de buts communs : dans la majorité des classes américaines, le processus éducatif est hautement compétitif, et ce dès le plus jeune âge. L'atmosphère compétitive permanente amène les élèves à se considérer comme des ennemis. Dans une classe mixte, cette compétition conduit à renforcer encore davantage les préjugés existants avant la déségrégation. Les difficultés que rencontrent les enfants de groupes minoritaires sont donc exacerbées par ce contexte de compétition. Ce raisonnement a conduit Elliot Aronson et ses collègues à développer une méthode structurée d'apprentissage interdépendant qui pourrait établir les conditions nécessaires à l'augmentation de l'estime de soi et des performances scolaires et à la diminution des préjugés. Cette méthode fut baptisée « Jigsaw classroom ».

## Fonctionnement

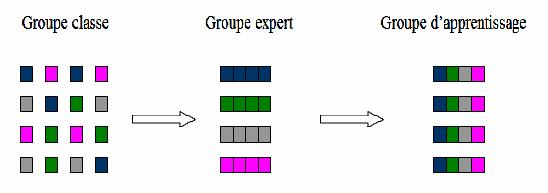
Les trois étapes de la technique d'enseignement des jigsaw classroom.

Les étudiants sont placés dans des groupes d'apprentissage de six personnes. Chaque jour, la leçon est divisée en six paragraphes de sorte que chaque élève reçoive une seule partie de l’information. Toutes les parties, comme les pièces d'un puzzle, doivent alors être mises ensemble pour que chacun puisse étudier le sujet en entier.
Le groupe expert : chaque étudiant se sépare de son groupe d'apprentissage et doit lire son paragraphe, le comprendre et tenter de le mémoriser. Ensuite, les groupes experts sont constitués. Ils réunissent tous les élèves devant mémoriser la même partie de la leçon ; ils se consultent alors les uns les autres de manière à répéter et à clarifier quels sont les principaux aspects importants du paragraphe.
Le groupe d’apprentissage : après avoir passé entre 10 et 15 minutes dans son groupe expert, chaque étudiant revient dans son groupe d'apprentissage originel de six personnes. Le professeur leur signale alors qu'ils disposent d'un temps limité (20 à 30 minutes) pour communiquer leur savoir aux autres membres du groupe. Ensuite, ils seront interrogés sur la leçon complète. Livrés à eux-mêmes, les élèves apprennent rapidement à enseigner et à écouter les autres. Ils se rendent compte qu'aucun d'eux ne peut réussir le test sans l'aide de tous les autres. Chaque élève fait l'expérience de la compétence, d'un don essentiel à apporter au groupe et qui ne peut être apporté que par lui.

## Bénéfices
Les élèves des classes en puzzle montrent une évolution positive dans leur attrait pour leurs camarades de classe, peu importe qu'ils fassent partie de leur groupe ethnique ou non. Leur estime de soi a également progressé significativement plus que dans les classes contrôles, aussi bien pour le groupe majoritaire que pour les groupes minoritaires. La plupart des étudiants dans les classes en puzzle ont aussi montré un plus grand attrait pour l'école que les élèves des classes traditionnelles. 
Dans une expérience, Lucker (1977) a montré une augmentation importante des scores des élèves minoritaires des classes puzzle, comparativement aux élèves majoritaires qui ont obtenu des résultats semblables dans les deux conditions expérimentales (classes entraînées à la technique de la classe en puzzle ou non).
Également, la méthode de la classe en puzzle s'est révélée efficace, même lorsqu'elle n'est utilisée que pendant 20 % du temps en classe. Les méthodes d'apprentissage coopératif pourraient donc coexister avec n'importe quelle autre méthode utilisée par les professeurs dans leurs classes.

## Lacunes
Dans certains cas, un élève dominant peut prendre trop de place ou tenter de diriger le groupe. Pour tenter de pallier ce problème, les enseignants mettent en avant les intérêts du groupe en faisant participer tous les élèves de manière équitable. Un élève, désigné par l’enseignant, veillera à maintenir cette égalité. 
Certains élèves sont naturellement plus faibles que la majorité et éprouvent des difficultés à résumer ce qu'ils ont lu. Les professeurs doivent alors s'assurer que le rapport qui sera fait par ces élèves ne sera pas de moins bonne qualité que les autres, sans quoi l'élève plus lent mettra malgré lui en péril la réussite de l'équipe et s'attirera immanquablement les foudres de ses coéquipiers. C'est pour cette raison qu'ont été inventés les groupes d'experts. Dans ces groupes, l'élève compare et enrichit son travail avec celui d'autres élèves ayant pour charge le même fragment de leçon que lui. 
Il peut également arriver qu'un élève plus brillant que les autres trouve peu d'intérêt à la tâche proposée, s'ennuie et ne participe pas. Cependant, ce problème est identique, quelle que quoi soit la méthode d'apprentissage utilisée.
Les élèves sont en général habitués à un contexte éducatif qui favorise grandement la compétition. À ce sujet, les études montrent que les effets les plus bénéfiques sont obtenus lorsque la technique de la classe puzzle est introduite dès l'école primaire.